# 那些年，我们一起疯狂的事
《那些年，我们一起疯狂的事》（英語：Our Crazy Adventures）是一部2024年马来西亚校园青春喜剧电影，由黄诗棋和郭川玮监制，卓威旭执导。本片讲述著 一群向往思想、言论、行动与道德自由的少年，义无反顾地勇往直前，以他们最自豪的篮球完成一项不可能任务。该电影于在马来西亚9月12日上映

## 演员
- 赖铭权
- 彭嘉伊
- 刘家成
- 萧孝杰
- 林维镇
- 房衍宇
- 短短
- 林德荣
- 尹汇雰
- 黄诗棋
- 何恋兹
- 王竣
- 叶良财
- 人刀疤
- Caven邓凯文 3P
- Kevin王锐源 3P
- Danny李育鑫 3P